# رنه ژان ژاکت
رنه ژان ژاکت (انگلیسی: René-Jean Jacquet; ۲۷ ژوئن ۱۹۳۳ – ۲۱ ژوئیهٔ ۱۹۹۳) بازیکن فوتبال اهل فرانسه بود.
از باشگاه‌هایی که در آن بازی کرده‌است می‌توان به باشگاه فوتبال بوردو، باشگاه فوتبال لیل، و باشگاه فوتبال استاد رنس اشاره کرد.